# Lasiochlamys reticulata
Espèce
Synonymes
- Cyclostemon reticulatus Schltr., 1906 (basionyme)[1]
- Scolopia austrocaledonica Schltr., 1906[1]
- Xylosma austrocaledonica (Schltr.) Sleumer, 1938[1]

Lasiochlamys reticulata est une espèce de plantes à fleurs de la famille des Salicaceae et du genre Lasiochlamys dont elle est l'espèce type. Elle est endémique de Nouvelle-Calédonie, et protégée.

## Description
C'est un arbuste de 2–6 m, très ramifié ; les rameaux sont noirâtres et couverts de lenticelles. Les feuilles sont elliptiques, un peu coriaces, obtuses au sommet, en coin à la base ; le bord est entier, un peu révoluté ; les nervures secondaires sont saillantes. Les fleurs sont blanchâtres sur des grappes très courtes de 5–7 fleurs. Les fruits sont inconnus. La floraison est répartie sur toute l'année.

## Habitat et répartition
Cette espèce possède une aire de répartition disjointe sur la Grande Terre : Aoupinié et Panié. Elle pousse en sous-bois de la forêt dense, humide, sur sol plus ou moins profond sur substrat sédimentaire (schistes).